# Río Lauca
Der Río Lauca entspringt auf chilenischen Hoheitsgebiet in den Sümpfen von Parinacota und wird mit Wasser aus dem Lago Chungará, dem Lago Cotacotani, und dem Lago La Cueva gespeist. Der Río Lauca fließt 76 km auf chilenischem Gebiet und nimmt dort Wasser aus den Flüssen Río Blanco, Río Portales und Río Guayatire auf. Bei Macaya (18°35' S, 69°5' W) fließt der Río Lauca auf bolivianisches Staatsgebiet. Bei niedrigem Wasserstand führt der Fluss 3 Kubikmeter/sek. Wasser.
Der Río Lauca fließt in den Salar de Coipasa, dem zweitgrößten Salzsee Boliviens. Dieser liegt auf 3680 m Höhe in den Anden.
Der Río Lauca hat eine Länge von etwa 225 Kilometern, von denen etwa ein Drittel in der Región de Tarapacá in Chile liegt und zwei Drittel in Bolivien.
1949 entstand ein Grenzstreit um die Wasserrechte am Río Lauca zwischen Bolivien und Chile. 1975 wurden neue Verhandlungen aufgenommen, aber 1978 wieder abgebrochen.